# سلطان حسین تونی

سلطان حسین تونی از خوشنویسان قرن دوازدهم در تون دیده به جهان گشود. او شاگرد میر حسین باخرزی و از خوشنویسان مقرر بود. نستعلیق را خفی و جلی خوش می‌نوشت. از خراسان به عراق آمده و چندی در سبک خوشنویسان دستگاه فرهاد خان قهرمانلو منتظم بود.

## آثار
از خطوط وی می‌توان به این آثار اشاره کرد:
- یک قطعه از مرقع شاه عباس به قلم دو دانگ خوش با رقم " العبد سلطان حسین تونی "
- یک قطعه از مرقعی به قلم سه دانگ جلی خوش با رقم "خادم با اخلاص سلطان حسین تونی"
- یک قطعه از سید احمد مشهدی به قلم دو دانگ خوش با رقم "کتبه العبد المذنب المحتاج سلطان حسین تونی فی دارالمؤمنین تون"